# Chinchilla de Montearagón
Chinchilla de Montearagón er en by og kommune i det sydøstlige Spanien i provinsen Albacete. Den har et indbyggertal på 4.626 (2024) indbyggere.